# Nagy-Britannia a 2010. évi téli olimpiai játékokon

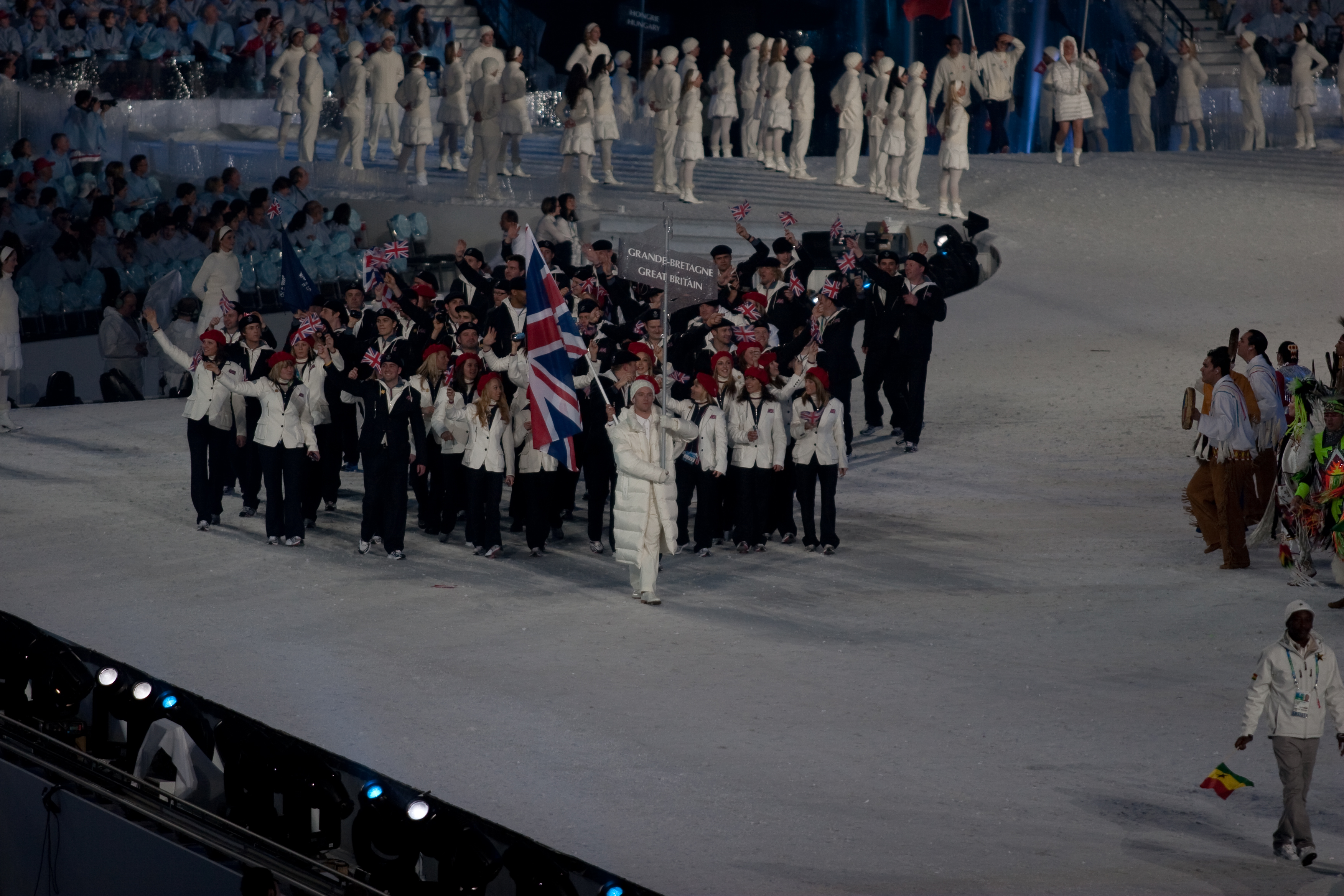
Nagy-Britannia olimpiai küldöttsége a megnyitón

Nagy-Britannia a kanadai Vancouverben megrendezett 2010. évi téli olimpiai játékok egyik részt vevő nemzete volt. Az országot az olimpián 11 sportágban 52 sportoló képviselte, akik összesen 1 érmet szereztek.

## Érmesek
| Érem  | Versenyző    | Sportág   | Versenyszám |
| ----- | ------------ | --------- | ----------- |
| Arany | Amy Williams | Szkeleton | Női         |

## Alpesisí
Férfi
| Versenyző    | Versenyszám            | 1. futam | 1. futam | 2. futam | 2. futam | Összesítés | Összesítés |
| Versenyző    | Versenyszám            | Idő      | Hely.    | Idő      | Hely.    | Idő        | Helyezés   |
| ------------ | ---------------------- | -------- | -------- | -------- | -------- | ---------- | ---------- |
| Ed Drake     | Lesiklás               |          |          |          |          | 1:57,91    | 38.        |
| Ed Drake     | Óriás-műlesiklás       | 1:21,65  | 43.      | 1:23,48  | 34.      | 2:45,13    | 37.        |
| Ed Drake     | Szuperóriás-műlesiklás |          |          |          |          | 1:33,20    | 32.        |
| Andy Noble   | Műlesiklás             | 51,55    | 32.      | 54,58    | 30.      | 1:46,13    | 29.        |
| Andy Noble   | Óriás-műlesiklás       | 1:20,79  | 38.      | 1:24,06  | 38.      | 2:44,85    | 36.        |
| David Ryding | Műlesiklás             | 51,58    | 33.      | 53,55    | 27.      | 1:45,13    | 27.        |
| David Ryding | Óriás-műlesiklás       | 1:21,97  | 49.      | 1:26,06  | 48.      | 2:48,03    | 47.        |

| Versenyző | Versenyszám | Lesiklás | Lesiklás | Műlesiklás | Műlesiklás | Összesítés | Összesítés |
| Versenyző | Versenyszám | Idő      | Hely.    | Idő        | Hely.      | Idő        | Helyezés   |
| --------- | ----------- | -------- | -------- | ---------- | ---------- | ---------- | ---------- |
| Ed Drake  | Összetett   | 1:56,63  | 33.      | 54,28      | 28.        | 2:50,91    | 29.        |

Női
| Versenyző     | Versenyszám            | 1. futam      | 1. futam      | 2. futam | 2. futam | Összesítés | Összesítés |
| Versenyző     | Versenyszám            | Idő           | Hely.         | Idő      | Hely.    | Idő        | Helyezés   |
| ------------- | ---------------------- | ------------- | ------------- | -------- | -------- | ---------- | ---------- |
| Chemmy Alcott | Lesiklás               |               |               |          |          | 1:47,31    | 13.        |
| Chemmy Alcott | Műlesiklás             | nem ért célba | nem ért célba | kiesett  | kiesett  | kiesett    | kiesett    |
| Chemmy Alcott | Óriás-műlesiklás       | 1:17,53       | 25.           | 1:12,41  | 21.      | 2:29,94    | 27.        |
| Chemmy Alcott | Szuperóriás-műlesiklás |               |               |          |          | 1:23,46    | 20.        |

| Versenyző     | Versenyszám | Lesiklás | Lesiklás | Műlesiklás | Műlesiklás | Összesítés | Összesítés |
| Versenyző     | Versenyszám | Idő      | Hely.    | Idő        | Hely.      | Idő        | Helyezés   |
| ------------- | ----------- | -------- | -------- | ---------- | ---------- | ---------- | ---------- |
| Chemmy Alcott | Összetett   | 1:27,06  | 18.      | 45,45      | 10.        | 2:12,51    | 11.        |

## Biatlon
Férfi
| Versenyző         | Versenyszám           | Lövőhiba    | Időeredmény | Helyezés |
| ----------------- | --------------------- | ----------- | ----------- | -------- |
| Lee-Steve Jackson | 10 km sprint          | 2 (1+1)     | 27:18,1     | 55.      |
| Lee-Steve Jackson | 12,5 km üldözőverseny | 4 (0+1+3+0) | 39:54,7     | 56.      |
| Lee-Steve Jackson | 20 km egyéni          | 4 (1+2+1+0) | 55:37,5     | 66.      |

## Bob
Férfi
| Versenyző                                       | Versenyszám | 1. futam      | 1. futam      | 2. futam | 2. futam | 3. futam | 3. futam | 4. futam | 4. futam | Összesítés | Összesítés |
| Versenyző                                       | Versenyszám | Idő           | Hely.         | Idő      | Hely.    | Idő      | Hely.    | Idő      | Hely.    | Idő        | Helyezés   |
| ----------------------------------------------- | ----------- | ------------- | ------------- | -------- | -------- | -------- | -------- | -------- | -------- | ---------- | ---------- |
| Dan Money John Jackson                          | Kettes      | nem ért célba | nem ért célba | kiesett  | kiesett  | kiesett  | kiesett  | kiesett  | kiesett  | kiesett    | kiesett    |
| Allyn Condon John Jackson Henry Nwume Dan Money | Négyes      | 51,53         | 11.           | 54,29    | 22.      | 52,24    | 14.      | 52,15    | 14.      | 3:30,21    | 17.        |

Női
| Versenyző                        | Versenyszám | 1. futam | 1. futam | 2. futam | 2. futam | 3. futam | 3. futam | 4. futam   | 4. futam   | Összesítés | Összesítés |
| Versenyző                        | Versenyszám | Idő      | Hely.    | Idő      | Hely.    | Idő      | Hely.    | Idő        | Hely.      | Idő        | Helyezés   |
| -------------------------------- | ----------- | -------- | -------- | -------- | -------- | -------- | -------- | ---------- | ---------- | ---------- | ---------- |
| Nicola Minichiello Gillian Cooke | Kettes      | 53,85    | 10.      | 53,73    | 12.      | 55,87    | 21.      | nem indult | nem indult | kiesett    | kiesett    |
| Paula Walker Kelly Thomas        | Kettes      | 54,19    | 14.      | 53,58    | 9.       | 54,47    | 15.      | 53,94      | 11.        | 3:36,18    | 11.        |

## Curling

### Férfi
- David Murdoch
- Ewan MacDonald
- Peter Smith
- Euan Byers
- Graeme Connal

#### Eredmények
Csoportkör
| Nemzet           | Szkip          | Gy | V | P+ | P- | Gy end | V end | D end | Saját rabolt endek | Ellenfél rabolt endek | Lökés % |
| ---------------- | -------------- | -- | - | -- | -- | ------ | ----- | ----- | ------------------ | --------------------- | ------- |
| Kanada           | Kevin Martin   | 9  | 0 | 75 | 36 | 36     | 28    | 14    | 2                  | 4                     | 85      |
| Norvégia         | Thomas Ulsrud  | 7  | 2 | 64 | 43 | 40     | 32    | 15    | 7                  | 1                     | 84      |
| Svájc            | Ralph Stöckli  | 6  | 3 | 53 | 45 | 35     | 33    | 20    | 8                  | 9                     | 81      |
| Svédország       | Niklas Edin    | 5  | 4 | 50 | 52 | 34     | 36    | 20    | 6                  | 8                     | 82      |
| Nagy-Britannia   | David Murdoch  | 5  | 4 | 57 | 44 | 35     | 29    | 20    | 9                  | 4                     | 81      |
| Németország      | Andy Kapp      | 4  | 5 | 48 | 60 | 35     | 38    | 11    | 9                  | 8                     | 75      |
| Franciaország    | Thomas Dufour  | 3  | 6 | 31 | 58 | 22     | 34    | 16    | 7                  | 13                    | 73      |
| Kína             | Vang Feng-csun | 2  | 7 | 52 | 60 | 37     | 37    | 9     | 7                  | 5                     | 77      |
| Dánia            | Ulrik Schmidt  | 2  | 7 | 40 | 57 | 31     | 29    | 12    | 6                  | 6                     | 78      |
| Egyesült Államok | John Shuster   | 2  | 7 | 43 | 59 | 32     | 41    | 18    | 9                  | 12                    | 76      |

- február 16., 9:00

| Sheet A            | Sheet A                  | 1 | 2 | 3 | 4 | 5 | 6 | 7 | 8 | 9 | 10 | VE |
| 1. end utolsó köve | Nagy-Britannia (Murdoch) | 0 | 1 | 0 | 0 | 0 | 0 | 1 | 0 | 2 | 0  | 4  |
|                    | Svédország (Edin)        | 0 | 0 | 2 | 0 | 0 | 1 | 0 | 2 | 0 | 1  | 6  |

- február 17., 14:00

| Sheet A            | Sheet A                  | 1 | 2 | 3 | 4 | 5 | 6 | 7 | 8 | 9 | 10 | VE |
| 1. end utolsó köve | Nagy-Britannia (Murdoch) | 1 | 2 | 1 | 0 | 2 | 0 | 0 | 1 | 2 | X  | 9  |
|                    | Franciaország (Dufour)   | 0 | 0 | 0 | 2 | 0 | 1 | 1 | 0 | 0 | X  | 4  |

- február 18., 9:00

| Sheet D            | Sheet D                  | 1 | 2 | 3 | 4 | 5 | 6 | 7 | 8 | 9 | 10 | VE |
|                    | Nagy-Britannia (Murdoch) | 1 | 0 | 0 | 2 | 0 | 0 | 0 | 0 | 0 | 0  | 3  |
| 1. end utolsó köve | Svájc (Stöckli)          | 0 | 0 | 2 | 0 | 0 | 0 | 0 | 1 | 0 | 1  | 4  |

- február 18., 19:00

| Sheet B            | Sheet B                  | 1 | 2 | 3 | 4 | 5 | 6 | 7 | 8 | 9 | 10 | VE |
| 1. end utolsó köve | Nagy-Britannia (Murdoch) | 0 | 0 | 2 | 0 | 1 | 0 | 0 | 3 | 0 | 3  | 9  |
|                    | Dánia (Schmidt)          | 0 | 1 | 0 | 1 | 0 | 2 | 0 | 0 | 2 | 0  | 6  |

- február 20., 9:00

| Sheet C            | Sheet C                  | 1 | 2 | 3 | 4 | 5 | 6 | 7 | 8 | 9 | 10 | VE |
|                    | Kína (Vang)              | 0 | 0 | 1 | 0 | 1 | 0 | 0 | 2 | 0 | X  | 4  |
| 1. end utolsó köve | Nagy-Britannia (Murdoch) | 1 | 0 | 0 | 2 | 0 | 3 | 2 | 0 | 1 | X  | 9  |

- február 20., 19:00

| Sheet D            | Sheet D                  | 1 | 2 | 3 | 4 | 5 | 6 | 7 | 8 | 9 | 10 | VE |
| 1. end utolsó köve | Kanada (Martin)          | 0 | 2 | 0 | 1 | 0 | 2 | 0 | 0 | 0 | 2  | 7  |
|                    | Nagy-Britannia (Murdoch) | 0 | 0 | 3 | 0 | 1 | 0 | 1 | 1 | 0 | 0  | 6  |

- február 21., 14:00

| Sheet A            | Sheet A                    | 1 | 2 | 3 | 4 | 5 | 6 | 7 | 8 | 9 | 10 | VE |
| 1. end utolsó köve | Egyesült Államok (Shuster) | 0 | 1 | 0 | 0 | 0 | 0 | 0 | 1 | 0 | 0  | 2  |
|                    | Nagy-Britannia (Murdoch)   | 0 | 0 | 0 | 0 | 2 | 1 | 0 | 0 | 0 | 1  | 4  |

- február 22., 19:00

| Sheet B            | Sheet B                  | 1 | 2 | 3 | 4 | 5 | 6 | 7 | 8 | 9 | 10 | VE |
|                    | Németország (Kapp)       | 0 | 0 | 0 | 0 | 1 | 0 | 1 | 0 | X | X  | 2  |
| 1. end utolsó köve | Nagy-Britannia (Murdoch) | 1 | 0 | 1 | 2 | 0 | 2 | 0 | 2 | X | X  | 8  |

- február 23., 14:00

| Sheet C            | Sheet C                  | 1 | 2 | 3 | 4 | 5 | 6 | 7 | 8 | 9 | 10 | VE |
| 1. end utolsó köve | Nagy-Britannia (Murdoch) | 0 | 3 | 0 | 1 | 0 | 0 | 0 | 1 | X | X  | 5  |
|                    | Norvégia (Ulsrud)        | 2 | 0 | 2 | 0 | 2 | 0 | 3 | 0 | X | X  | 9  |

Rájátszás a 4. helyért
- február 24., 14:00

| Sheet A            | Sheet A                  | 1 | 2 | 3 | 4 | 5 | 6 | 7 | 8 | 9 | 10 | 11 | VE |
|                    | Svédország (Edin)        | 2 | 0 | 2 | 1 | 0 | 0 | 0 | 1 | 0 | 0  | 1  | 7  |
| 1. end utolsó köve | Nagy-Britannia (Murdoch) | 0 | 2 | 0 | 0 | 1 | 1 | 1 | 0 | 0 | 1  | 0  | 6  |

| Csapat         | Helyezés |
| -------------- | -------- |
| Nagy-Britannia | 5.       |

### Női
- Eve Muirhead
- Jackie Lockhart
- Kelly Wood
- Lorna Vevers
- Anne Laird

#### Eredmények
Csoportkör
| Nemzet           | Szkip               | Gy | V | P+ | P- | Gy end | V end | D end | Saját rabolt endek | Ellenfél rabolt endek | Lökés % |
| ---------------- | ------------------- | -- | - | -- | -- | ------ | ----- | ----- | ------------------ | --------------------- | ------- |
| Kanada           | Cheryl Bernard      | 8  | 1 | 56 | 37 | 27     | 20    | 15    | 5                  | 2                     | 79      |
| Svédország       | Anette Norberg      | 7  | 2 | 46 | 46 | 24     | 19    | 8     | 4                  | 1                     | 77      |
| Kína             | Vang Ping-jü        | 6  | 3 | 61 | 47 | 39     | 37    | 11    | 7                  | 8                     | 74      |
| Svájc            | Mirjam Ott          | 6  | 3 | 63 | 46 | 16     | 17    | 4     | 0                  | 1                     | 77      |
| Dánia            | Angelina Jensen     | 4  | 5 | 49 | 61 | 26     | 35    | 15    | 0                  | 7                     | 69      |
| Németország      | Andrea Schöpp       | 3  | 6 | 52 | 56 | 35     | 40    | 15    | 3                  | 6                     | 75      |
| Japán            | Meguro Moe          | 3  | 6 | 58 | 60 | 15     | 16    | 8     | 3                  | 2                     | 74      |
| Oroszország      | Ljudmila Privivkova | 3  | 6 | 53 | 60 | 31     | 30    | 6     | 4                  | 3                     | 81      |
| Nagy-Britannia   | Eve Muirhead        | 3  | 6 | 49 | 53 | 13     | 11    | 5     | 5                  | 4                     | 74      |
| Egyesült Államok | Debbie McCormick    | 2  | 7 | 38 | 59 | 17     | 18    | 2     | 3                  | 1                     | 75      |

- február 17., 9:00

| Sheet A            | Sheet A                   | 1 | 2 | 3 | 4 | 5 | 6 | 7 | 8 | 9 | 10 | 11 | VE |
|                    | Kína (Vang)               | 0 | 1 | 0 | 0 | 0 | 0 | 0 | 1 | 0 | 2  | 0  | 4  |
| 1. end utolsó köve | Nagy-Britannia (Muirhead) | 0 | 0 | 0 | 1 | 2 | 0 | 0 | 1 | 0 | 0  | 1  | 5  |

- február 17., 19:00

| Sheet B            | Sheet B                   | 1 | 2 | 3 | 4 | 5 | 6 | 7 | 8 | 9 | 10 | VE |
|                    | Nagy-Britannia (Muirhead) | 0 | 0 | 1 | 0 | 1 | 0 | 1 | 0 | 1 | 0  | 4  |
| 1. end utolsó köve | Svédország (Norberg)      | 1 | 1 | 0 | 2 | 0 | 0 | 0 | 1 | 0 | 1  | 6  |

- február 18., 14:00

| Sheet C            | Sheet C                   | 1 | 2 | 3 | 4 | 5 | 6 | 7 | 8 | 9 | 10 | VE |
| 1. end utolsó köve | Oroszország (Privivkova)  | 0 | 0 | 1 | 1 | 0 | 0 | 1 | 0 | X | X  | 3  |
|                    | Nagy-Britannia (Muirhead) | 2 | 3 | 0 | 0 | 2 | 2 | 0 | 1 | X | X  | 10 |

- február 19., 9:00

| Sheet A            | Sheet A                   | 1 | 2 | 3 | 4 | 5 | 6 | 7 | 8 | 9 | 10 | VE |
|                    | Németország (Schöpp)      | 1 | 0 | 0 | 0 | 2 | 0 | 0 | 1 | 0 | X  | 4  |
| 1. end utolsó köve | Nagy-Britannia (Muirhead) | 0 | 1 | 1 | 1 | 0 | 0 | 1 | 0 | 3 | X  | 7  |

- február 19., 19:00

| Sheet C            | Sheet C                   | 1 | 2 | 3 | 4 | 5 | 6 | 7 | 8 | 9 | 10 | VE |
|                    | Nagy-Britannia (Muirhead) | 0 | 0 | 1 | 0 | 2 | 0 | 0 | 1 | 0 | X  | 4  |
| 1. end utolsó köve | Japán (Meguro)            | 1 | 0 | 0 | 3 | 0 | 1 | 1 | 0 | 5 | X  | 11 |

- február 20., 14:00

| Sheet B            | Sheet B                      | 1 | 2 | 3 | 4 | 5 | 6 | 7 | 8 | 9 | 10 | 11 | VE |
|                    | Egyesült Államok (McCormick) | 0 | 0 | 0 | 1 | 1 | 1 | 0 | 0 | 1 | 1  | 1  | 6  |
| 1. end utolsó köve | Nagy-Britannia (Muirhead)    | 1 | 0 | 2 | 0 | 0 | 0 | 2 | 0 | 0 | 0  | 0  | 5  |

- február 21., 9:00

| Sheet A            | Sheet A                   | 1 | 2 | 3 | 4 | 5 | 6 | 7 | 8 | 9 | 10 | VE |
|                    | Nagy-Britannia (Muirhead) | 0 | 1 | 0 | 0 | 1 | 0 | 3 | 1 | 0 | X  | 6  |
| 1. end utolsó köve | Svájc (Ott)               | 2 | 0 | 2 | 4 | 0 | 1 | 0 | 0 | 1 | X  | 10 |

- február 22., 14:00

| Sheet D            | Sheet D                   | 1 | 2 | 3 | 4 | 5 | 6 | 7 | 8 | 9 | 10 | VE |
|                    | Nagy-Britannia (Muirhead) | 0 | 3 | 0 | 2 | 0 | 1 | 0 | 1 | 0 | 1  | 8  |
| 1. end utolsó köve | Dánia (Jensen)            | 1 | 0 | 2 | 0 | 1 | 0 | 3 | 0 | 2 | 0  | 9  |

- február 23., 9:00

| Sheet D            | Sheet D                   | 1 | 2 | 3 | 4 | 5 | 6 | 7 | 8 | 9 | 10 | 11 | VE |
|                    | Kanada (Bernard)          | 0 | 1 | 0 | 1 | 0 | 1 | 1 | 1 | 0 | 0  | 1  | 6  |
| 1. end utolsó köve | Nagy-Britannia (Muirhead) | 0 | 0 | 2 | 0 | 0 | 0 | 0 | 0 | 2 | 1  | 0  | 5  |

| Csapat         | Helyezés |
| -------------- | -------- |
| Nagy-Britannia | 9.       |

## Műkorcsolya
| Versenyző              | Versenyszám | Rövid program | Rövid program | Kűr     | Kűr     | Összesítés | Összesítés |
| Versenyző              | Versenyszám | Pont          | Hely.         | Pont    | Hely.   | Pont       | Helyezés   |
| ---------------------- | ----------- | ------------- | ------------- | ------- | ------- | ---------- | ---------- |
| Jenna McCorkell        | Női egyéni  | 40,64         | 29.           | kiesett | kiesett | kiesett    | kiesett    |
| Stacey Kemp David King | Páros       | 48,28         | 16.           | 91,66   | 16.     | 139,94     | 16.        |

| Versenyző                      | Versenyszám | Kötelező tánc | Kötelező tánc | Eredeti (original) tánc | Eredeti (original) tánc | Kűr   | Kűr   | Összesítés | Összesítés |
| Versenyző                      | Versenyszám | Pont          | Hely.         | Pont                    | Hely.                   | Pont  | Hely. | Pont       | Helyezés   |
| ------------------------------ | ----------- | ------------- | ------------- | ----------------------- | ----------------------- | ----- | ----- | ---------- | ---------- |
| Sinead Kerr John Kerr          | Jégtánc     | 37,02         | 8.            | 56,76                   | 8.                      | 92,23 | 9.    | 186,01     | 8.         |
| Penny Coomes Nicholas Buckland | Jégtánc     | 25,68         | 21.           | 46,33                   | 19.                     | 71,60 | 19.   | 143,61     | 20.        |

## Rövidpályás gyorskorcsolya
Férfi
| Versenyző                                                      | Versenyszám  | Előfutam | Előfutam | Negyeddöntő | Negyeddöntő | Elődöntő | Elődöntő | B döntő  | B döntő | Döntő   | Döntő   | Helyezés |
| Versenyző                                                      | Versenyszám  | Idő      | Hely.    | Idő         | Hely.       | Idő      | Hely.    | Idő      | Hely.   | Idő     | Hely.   | Helyezés |
| -------------------------------------------------------------- | ------------ | -------- | -------- | ----------- | ----------- | -------- | -------- | -------- | ------- | ------- | ------- | -------- |
| Anthony Douglas                                                | 1500 m       | 2:16,622 | 4.       |             |             | kiesett  | kiesett  | kiesett  | kiesett | kiesett | kiesett | 25.      |
| Jon Eley                                                       | 500 m        | 42,081   | 1.       | 41,875      | 1.          | 41,504   | 4.       | 42,681   | 3.      |         |         | 6.       |
| Jon Eley                                                       | 1000 m       | 1:25,588 | 4.       | kiesett     | kiesett     | kiesett  | kiesett  | kiesett  | kiesett | kiesett | kiesett | 18.      |
| Tom Iveson                                                     | 1000 m       | 1:27,841 | 4.       | kiesett     | kiesett     | kiesett  | kiesett  | kiesett  | kiesett | kiesett | kiesett | 30.      |
| Jack Whelbourne                                                | 1500 m       | 2:14,972 | 3.       |             |             | 2:17,156 | 5.       | kiesett  | kiesett | kiesett | kiesett | 16.      |
| Paul Worth                                                     | 500 m        | 42,936   | 3.       | kiesett     | kiesett     | kiesett  | kiesett  | kiesett  | kiesett | kiesett | kiesett | 23.      |
| Anthony Douglas Jon Eley Tom Iveson Jack Whelbourne Paul Worth | 5000 m váltó |          |          |             |             | 6:50,618 | 4.       | 6:50,045 | 1.      |         |         | 6.       |

Női
| Versenyző      | Versenyszám | Előfutam | Előfutam | Negyeddöntő | Negyeddöntő | Elődöntő | Elődöntő | B döntő | B döntő | Döntő   | Döntő   | Helyezés |
| Versenyző      | Versenyszám | Idő      | Hely.    | Idő         | Hely.       | Idő      | Hely.    | Idő     | Hely.   | Idő     | Hely.   | Helyezés |
| -------------- | ----------- | -------- | -------- | ----------- | ----------- | -------- | -------- | ------- | ------- | ------- | ------- | -------- |
| Elise Christie | 500 m       | 44,374   | 2.       | 44,821      | 3.          | kiesett  | kiesett  | kiesett | kiesett | kiesett | kiesett | 11.      |
| Elise Christie | 1000 m      | 1:31,363 | 3.       | kiesett     | kiesett     | kiesett  | kiesett  | kiesett | kiesett | kiesett | kiesett | 19.      |
| Elise Christie | 1500 m      | 2:23,898 | 4.       |             |             | kiesett  | kiesett  | kiesett | kiesett | kiesett | kiesett | 20.      |
| Sarah Lindsay  | 500 m       | 44,716   | 2.       | kizárták    | kizárták    | kiesett  | kiesett  | kiesett | kiesett | kiesett | kiesett | 16.      |

## Síakrobatika
Ugrás
| Versenyző       | Versenyszám | Selejtező | Selejtező | Döntő   | Döntő    |
| Versenyző       | Versenyszám | Pont      | Helyezés  | Pont    | Helyezés |
| --------------- | ----------- | --------- | --------- | ------- | -------- |
| Sarah Ainsworth | Női         | 105,36    | 22.       | kiesett | kiesett  |

Mogul
| Versenyző      | Versenyszám | Selejtező | Selejtező | Döntő   | Döntő    |
| Versenyző      | Versenyszám | Pont      | Helyezés  | Pont    | Helyezés |
| -------------- | ----------- | --------- | --------- | ------- | -------- |
| Ellie Koyander | Női         | 18,98     | 24.       | kiesett | kiesett  |

Krossz
| Versenyző    | Versenyszám | Selejtező | Selejtező | Nyolcaddöntő | Negyeddöntő | Elődöntő | Döntő   | Helyezés |
| Versenyző    | Versenyszám | Idő       | Hely.     | Nyolcaddöntő | Negyeddöntő | Elődöntő | Döntő   | Helyezés |
| ------------ | ----------- | --------- | --------- | ------------ | ----------- | -------- | ------- | -------- |
| Sarah Sauvey | Női         | 1:24,52   | 34.       | kiesett      | kiesett     | kiesett  | kiesett | 34.      |

## Sífutás
Férfi
| Versenyző                    | Versenyszám  | Selejtező     | Selejtező     | Negyeddöntő | Negyeddöntő | Elődöntő | Elődöntő | Döntő     | Döntő    |
| Versenyző                    | Versenyszám  | Idő           | Hely.         | Idő         | Hely.       | Idő      | Hely.    | Idő       | Helyezés |
| ---------------------------- | ------------ | ------------- | ------------- | ----------- | ----------- | -------- | -------- | --------- | -------- |
| Andrew Musgrave              | Sprint       | 3:58,43       | 58.           | kiesett     | kiesett     | kiesett  | kiesett  | kiesett   | 58.      |
| Andrew Musgrave              | 15 km        |               |               |             |             |          |          | 36:32,4   | 55.      |
| Andrew Musgrave              | 30 km        |               |               |             |             |          |          | 1:24:07,9 | 51.      |
| Andrew Young                 | Sprint       | 4:02,19       | 60.           | kiesett     | kiesett     | kiesett  | kiesett  | kiesett   | 60.      |
| Andrew Young                 | 15 km        |               |               |             |             |          |          | 38:45,1   | 74.      |
| Andrew Musgrave Andrew Young | Csapatsprint | nem ért célba | nem ért célba | kiesett     | kiesett     | kiesett  | kiesett  | kiesett   | kiesett  |

Női
| Versenyző    | Versenyszám | Eredmény | Helyezés |
| ------------ | ----------- | -------- | -------- |
| Fiona Hughes | 10 km       | 30:29,8  | 67.      |

## Snowboard
Halfpipe
| Versenyző      | Versenyszám | Selejtező  | Selejtező  | Selejtező | Elődöntő   | Elődöntő   | Elődöntő | Döntő      | Döntő      | Helyezés |
| Versenyző      | Versenyszám | 1. forduló | 2. forduló | Hely.     | 1. forduló | 2. forduló | Hely.    | 1. forduló | 2. forduló | Helyezés |
| -------------- | ----------- | ---------- | ---------- | --------- | ---------- | ---------- | -------- | ---------- | ---------- | -------- |
| Ben Kilner     | Férfi       | 21,5       | 32,1       | 7.        | 3,1        | 17,0       | 12.      | kiesett    | kiesett    | 18.      |
| Lesley McKenna | Női         | 5,1        | 2,8        | 30.       | kiesett    | kiesett    | kiesett  | kiesett    | kiesett    | 30.      |

Parallel giant slalom
| Versenyző    | Versenyszám | Selejtező | Selejtező | Nyolcaddöntő      | Negyeddöntő       | Elődöntő          | Döntő             | Helyezés |
| Versenyző    | Versenyszám | Idő       | Hely.     | Ellenfél Eredmény | Ellenfél Eredmény | Ellenfél Eredmény | Ellenfél Eredmény | Helyezés |
| ------------ | ----------- | --------- | --------- | ----------------- | ----------------- | ----------------- | ----------------- | -------- |
| Adam McLeish | Férfi       | 1:21,09   | 24.       | kiesett           | kiesett           | kiesett           | kiesett           | 24.      |

Snowboard cross
| Versenyző    | Versenyszám | Selejtező | Selejtező | Nyolcaddöntő | Negyeddöntő | Elődöntő | Döntő       | Helyezés |
| Versenyző    | Versenyszám | Idő       | Hely.     | Helyezés     | Helyezés    | Helyezés | Helyezés    | Helyezés |
| ------------ | ----------- | --------- | --------- | ------------ | ----------- | -------- | ----------- | -------- |
| Zoe Gillings | Női         | 1:27,93   | 8.        |              | 2.          | 3.       | Kisdöntő 4. | 8.       |

## Szánkó
| Versenyző  | Versenyszám | 1. futam | 1. futam | 2. futam | 2. futam | 3. futam | 3. futam | 4. futam | 4. futam | Összesítés | Összesítés |
| Versenyző  | Versenyszám | Idő      | Hely.    | Idő      | Hely.    | Idő      | Hely.    | Idő      | Hely.    | Idő        | Helyezés   |
| ---------- | ----------- | -------- | -------- | -------- | -------- | -------- | -------- | -------- | -------- | ---------- | ---------- |
| Adam Rosen | Férfi egyes | 48,896   | 16.      | 49,005   | 18.      | 49,259   | 15.*     | 48,856   | 19.      | 3:16,016   | 16.        |

* - egy másik versenyzővel azonos időt ért el

## Szkeleton
| Versenyző       | Versenyszám | 1. futam | 1. futam | 2. futam | 2. futam | 3. futam | 3. futam | 4. futam | 4. futam | Összesítés | Összesítés |
| Versenyző       | Versenyszám | Idő      | Hely.    | Idő      | Hely.    | Idő      | Hely.    | Idő      | Hely.    | Idő        | Helyezés   |
| --------------- | ----------- | -------- | -------- | -------- | -------- | -------- | -------- | -------- | -------- | ---------- | ---------- |
| Kristan Bromley | Férfi       | 52,91    | 7.       | 52,89    | 5.       | 52,70    | 8.       | 52,80    | 7.       | 3:31,30    | 6.         |
| Adam Pengilly   | Férfi       | 53,75    | 17.      | 54,17    | 22.      | 53,36    | 18.      | 53,23    | 14.      | 3:34,51    | 18.        |
| Shelley Rudman  | Női         | 54,66    | 11.      | 54,26    | 6.       | 53,95    | 7.       | 53,82    | 1.       | 3:36,69    | 6.         |
| Amy Williams    | Női         | 53,83    | 1.       | 54,13    | 2.       | 53,68    | 1.       | 54,00    | 4.       | 3:35,64    |            |